# Red Mitchell
Keith Moore "Red" Mitchell (ur. 20 września 1927 w Nowym Jorku, zm. 8 listopada 1992 w Salem) – amerykański kontrabasista jazzowy, kompozytor, poeta, autor tekstów piosenek. Był bratem Whiteya Mitchella, również basisty i producenta telewizyjnego.
Mitchell dorastał w New Jersey. Jego ojciec był inżynierem, ale interesował się muzyką w równym stopniu, co jego żona (matka Keitha) poezją. Pierwszym instrumentem Mitchella był fortepian, potem saksofon altowy i klarnet. Cornell University przyznało mu stypendium, dzięki któremu mógł studiować inżynierię, ale w 1947 Mitchell odbywał służbę wojskową w Niemczech grając w orkiestrze na kontrabasie. W następnym roku był już członkiem jazzowego tria w Nowym Jorku.
Zdobył uznanie i popularność występując i nagrywając z takimi artystami jak: Mundell Lowe, Chubby Jackson, Charlie Ventura, Woody Herman, Red Norvo i Gerry Mulligan. Na początku lat 50. dołączył do jazzowej sceny Zachodniego Wybrzeża, a wśród muzyków, którym towarzyszył byli: André Previn, Shelly Manne, Hampton Hawes, Billie Holiday, Stan Seltzer, Ornette Coleman i inni.
Pracował również jako muzyk sesyjny w studiach telewizyjnych i filmowych (MGM) w okolicach Los Angeles, czasem pojawiając się i na ekranie. Brał udział w filmach dokumentalnych, których bohaterami byli Tal Farlow i Zoot Sims.
Na początku lat 60. razem z saksofonistą Haroldem Landem założył i prowadził jazzowy kwintet. W 1966 Red Mitchell zaczął stroić swój instrument w sposób właściwy dla skrzypiec, altówki czy wiolonczeli, otworzył przez to dla kontrabasistów wiele nowych możliwości.
W 1968 Mitchell zamieszkał w Sztokholmie. Zdobył szwedzkie Grammy Awards w 1986 i 1991 za swoje nagrania jako pianista, basista i wokalista oraz za swoje kompozycje i poetyckie teksty do utworów muzycznych.
W tym okresie razem z Mitchellem koncertowali i nagrywali: Clark Terry, Lee Konitz, Herb Ellis, Jim Hall, Joe Pass, Kenny Barron, Hank Jones, Ben Webster, Bill Mays, Warne Marsh, Jimmy Rowles, Phil Woods, Roger Kellaway, Putte Wickman i inni. Często grywał w duetach, w drugiej połowie lat 80. przeważnie z pianistą Rogerem Kellawayem.
Do Stanów Zjednoczonych powrócił na początku 1992, zamieszkał w Oregonie, gdzie – jeszcze w tym samym roku – zmarł w wieku 65 lat.
Tom zebranych poezji artysty Simple isn't Easy – Songs by Red Mitchell ukazał się drukiem już po jego śmierci, wydany w ograniczonym nakładzie przez Diane Mitchell i Janice Mancuso.

## Dyskografia (wybór)
- 1955 Jackie Cain and Roy Kral (wokalistom towarzyszył zespół w składzie: Red Mitchell, Barney Kessel, Shelly Manne (Trio Records); reedycja Storyville i Black Lion 1987: Spring Can Really Hang You Up the Most
- 1955 Red Mitchell z Conte'em Candolim, Hamptonem Hawesem, Joe Mainim, Chuckiem Thompsonem (Bethlehem Records)
- 1956 Four Horns and a Lush Life (Bethlehem BCP 46), jako lider zespołu: Russ Garcia lub Frank Rosolino
- 1957 Presenting Red Mitchell z Jamesem Clayem, Billym Higginsem, Lorraine Walsh Geller
- 1957 Music for Prancing z Warne'em Marshem, Ronnie Ballem i Stanem Leveyem (Mode Records; reedycja VSOP 1995)
- 1957 Marty Paich Trio z Martym Paichem i Melem Lewisem, (Mode Records)
- 1957 Herbie Harper Sextet! z Herbie Harperem, Martym Paichem, Melem Lewisem i in., (Mode Records)
- 1958 Gigi z Andrém Previnem i Shellym Manne'em
- 1958 King Size! z Andrém Previnem i Frankiem Cappem (Contemporary)
- 1959 West Side Story z Andrém Previnem i Shellym Manne'em
- 1959 Tomorrow Is the Question! z Ornette'em Colemanem, Donem Cherrym i Shellym Manne'em
- 1961 Hear Ye! z: Haroldem Landem, Carmellem Jonesem, Leonem Petties, Frankiem Strazzerim
- 1964 Adventures for 12-String, 6-String and Banjo Dick Rosmini i m.in. Red Mitchell
- 1969 Electronic Sonata for Souls Loved by Nature George Russell i m.in. Red Mitchell
- 1974 A Sleeping Bee z Artem Farmerem, Janne'em Schafferem, Sabu Martinezem (Sonet Jazz Records)
- 1976 Chocolate Cadillac z Horace'em Parlanem, Nisse'em Sandstromem, Rune'em Carlssonem, Idreesem Suliemanem
- 1978 Jim Hall and Red Mitchell (Artists House)
- 1979 Straight Life z Artem Pepperem, Tommym Flanaganem i Billym Higginsem, (Galaxy)
- 1980 You're Me z Tommym Flanaganem (Phontastic)
- 1980 Super-Session z Tommym Flanaganem i Elvinem Jonesem, Enja)
- 1980 Communication Live at Fat Tuesday's New York, Vol. 1 z Tommym Flanaganem i Jerrym Dodgionem, (Paddle Wheel)
- 1980 Communication Live at Fat Tuesday's New York, Vol. 2 z Tommym Flanaganem i Jerrym Dodgionem, (Paddle Wheel)
- 1981 It's a Breeze z Andrém Previnem, Itzhakiem Perlmanem, Shellym Manne'em i Jimem Hallem (Angel)
- 1982 When I'm Singing (Enja Records)
- 1983 Simple Isn't Easy (album solowy)
- 1985 Home Suite (album solowy)
- 1986 The Red Barron Duo z Kennym Barronem
- 1987 Duo z Hankiem Jonesem
- 1988 Live at Sweet Basil z Paulem Bleyem (Soul Note)
- 1988 Doggin' Around z Herbem Ellisem (Concord)
- 1989 Mitchell's Talking z Benem Rileyem, Kennym Barronem
- 1995 Evolution z Larsem Janssonem, Joakimem Milderem
- 1995 Live in Stockholm z Rogerem Kellawayem, Joakimem Milderem
- 1998 Red Mitchell-Warne Marsh Big Two, Vol. 2 z Warne'em Marshem
- 2005 Live at Port Townsend z George'em Cablesem (nagranie z 1992)